# Hirekopppa, Nargund
Hirekopppa là một làng thuộc tehsil Nargund, huyện Gadag, bang Karnataka, Ấn Độ.